# Titulek
Titulek je text, který charakterizuje článek, který je pod ním. Velká velikost písma titulků novinových článků na prvních (titulních) stranách se objevila až v 19. století, kdy začala soutěž o čtenáře mezi jednotlivými nakladateli. Titulky obvykle vytvářejí (myšlenkovou) zkratku, která má za úkol upoutat čtenáře co nejkratším a nejvýstižnějším textem. Z tohoto důvodu jsou někdy ignorována pravidla (českého) pravopisu i stavby vět a jsou používány zkrácené verze slov (například „smrt“ místo „zemřel“).